# Четвёрткин, Алексей Егорович
Алексей Егорович Четвёрткин (13 марта 1916, с. Терехово, Курская губерния — 11 мая 1969, с. Котово, Белгородская область) — старший лейтенант Советской Армии, участник Великой Отечественной войны, Герой Советского Союза (1944).

## Биография
Алексей Четвёрткин родился 13 марта 1916 года в селе Терехово (ныне — Старооскольский городской округ Белгородской области). Окончив школу, работал сначала в колхозе, затем на заводе. В 1937—1939 годах служил в Рабоче-крестьянской Красной Армии. В октябре 1941 года Четвёрткин повторно был призван в армию. С ноября того же года — на фронтах Великой Отечественной войны. В боях три раза был ранен.
К октябрю 1943 года младший лейтенант Алексей Четвёрткин командовал ротой 933-го стрелкового полка 254-й стрелковой дивизии 73-го стрелкового корпуса 52-й армии 2-го Украинского фронта. Отличился во время битвы за Днепр. В ночь с 16 на 17 октября 1943 года рота Четвёрткина участвовала в боях за расширение плацдарма на западном берегу Днепра в районе села Крещатик Черкасского района Черкасской области Украинской ССР, прорвав немецкую оборону и освободив село. В тех боях она захватила 4 танка, 6 автомашин, 2 батареи миномётов и большое количество других трофеев. Несмотря на полученное ранение, Четвёрткин остался в строю и продолжал сражаться.
Указом Президиума Верховного Совета СССР от 22 февраля 1944 года за «образцовое выполнение боевых заданий командования при форсировании реки Днепр, развитие боевых успехов на правом берегу реки и проявленные при этом отвагу и геройство» младший лейтенант Алексей Четвёрткин был удостоен высокого звания Героя Советского Союза с вручением ордена Ленина и медали «Золотая Звезда» за номером 2569.
В 1947 году в звании старшего лейтенанта Четвёрткин был уволен в запас. Проживал и работал на родине. Скончался 11 мая 1969 года, похоронен в селе Котово Белгородской области.

## Награды
Был также награждён орденами Отечественной войны 1-й степени и Красной Звезды, рядом медалей.

## Память
Бюст Четвёрткина установлен в Старом Осколе.